# Jef Moerenhout
Joseph "Jef" Moerenhout (Lede, 10 de marzo de 1910 - Tielt, 10 de marzo de 1966) fue un ciclista belga que fue profesional entre 1932 y 1946 en qué consiguió diferentes victorias de etapas y en pruebas de un día.

## Palmarés
- 1934
  - Vencedor de una etapa de la Vuelta en Bélgica
  - Vencedor de una etapa del Tour del Oeste
- 1935
  - 1º en la Vuelta en Bélgica y vencedor de 2 etapas
- 1937
  - 1º en La Panne
- 1942
  - 1º en el GP Moerenhout
- 1943
  - 1º en el Circuito de los Montes Flandrien
- 1944
  - 1º en el Circuito de los Montes Flandrien
  - 1º en el Circuito de Bélgica y vencedor de 2 etapas
- 1945
  - 1º en la Bruselas-Brujas
  - 1º en el GP de la Famenne
- 1946
  - 1º en el GP Moerenhout

### Resultados al Tour de Francia
- 1933. Excluido a la 8a etapa.